# جو شوستر
جو شوستر (بالإنجليزية: joe shuster)‏ هو فنان كوميكس كندي-أمريكي اشتهر بعد تصميمه لشخصية سوبرمان مع جيري سيغل.

## حياته
ولد جوزيف شاستر في 10 يوليو 1914 في تورونتو لعائلة يهودية، والده جولياس مهاجر من روتردام و والدته ايدا من كييف (أوكرانيا) عائلته بما في ذلك شقيقته جان عاشت في باثورست، أكسفورد و درس في مدارس رايرسون و لانسداون العامة. في صغره عمل شاستر كفتى جرائد لصحيفة تورونتو ديلي ستار. عائلته بالكاد قدرت على تلبية احتياجاتهم و الفنان الشاب استدان لشراء الورق. في وقت ما من 1924 انتقلت عائلته إلى كليفلاند، أوهايو. وهناك إرتاد شاستر المدرسة الثانوية و تعرف على جيري سيغل وبدأ معه في نشر مجلة خيال علمي وقدما رسوماتهما إلى دي سي كوميكس.

## الجوائز والأوسمة
- في عام 1985 أدرجت دي سي كوميكس (دي سي كومكس) جو شاستر مع المكرمين في الذكرى السنوية الخمسين للشركة كواحد من الذين جعلوا دي سي عظيمة.
- في عام 1992 أدرج شاستر في قاعة مشاهير ويل ايسنر.
- في 2005 أدخل شاستر في قاعة مشاهير جو شاستر لفناني الكتب المصورة لإسهاماته في الكتب المصورة.
- تسمية شارع في مسقط رأسه تورونتو تكريما له.

## وفاته
توفي جو شاستر في 30 يوليو 1992 في منزله بغرب لوس أنجلوس عن عمر 78 بسبب قصور القلب الاحتقاني وارتفاع ضغط الدم.

## روابط خارجية
- جو شوستر على موقع IMDb (الإنجليزية)
- جو شوستر على موقع الموسوعة البريطانية (الإنجليزية)
- جو شوستر على موقع ألو سيني (الفرنسية)
- جو شوستر على موقع أول موفي (الإنجليزية)
- جو شوستر على موقع قاعدة بيانات برودواي على الإنترنت (الإنجليزية)
- جو شوستر على موقع قاعدة بيانات الأفلام السويدية (السويدية)
- جو شوستر على موقع إن إن دي بي (الإنجليزية)
- جو شوستر على موقع قاعدة بيانات الفيلم (الإنجليزية)
- جو شوستر على موقع كينوبويسك (الروسية)